# Hociungi, Neamț
Hociungi este un sat în comuna Moldoveni din județul Neamț, Moldova, România.